# Inundações de 2022 em KwaZulu-Natal
Em abril de 2022, dias de chuva forte em Cuazulo-Natal, no sudeste da África do Sul, causaram inundações mortais. Particularmente atingidas foram as áreas dentro e ao redor de Durban. Pelo menos 435 pessoas morreram em toda a província, com um número desconhecido de pessoas desaparecidas em 22 de abril. Vários milhares de casas foram danificadas ou destruídas. Infraestrutura crítica, incluindo estradas principais, transporte, comunicação e sistemas elétricos, também foram afetados pela inundação, e esse dano prejudicou muito os esforços de recuperação e socorro. É um dos desastres mais mortais do país no século 21 e a tempestade mais mortal desde as enchentes de 1987. As inundações causaram mais de R 17 bilhões (US$ 1,57 bilhão) em danos à infraestrutura. Um estado nacional de desastre foi declarado.

## Antecedentes e história meteorológica

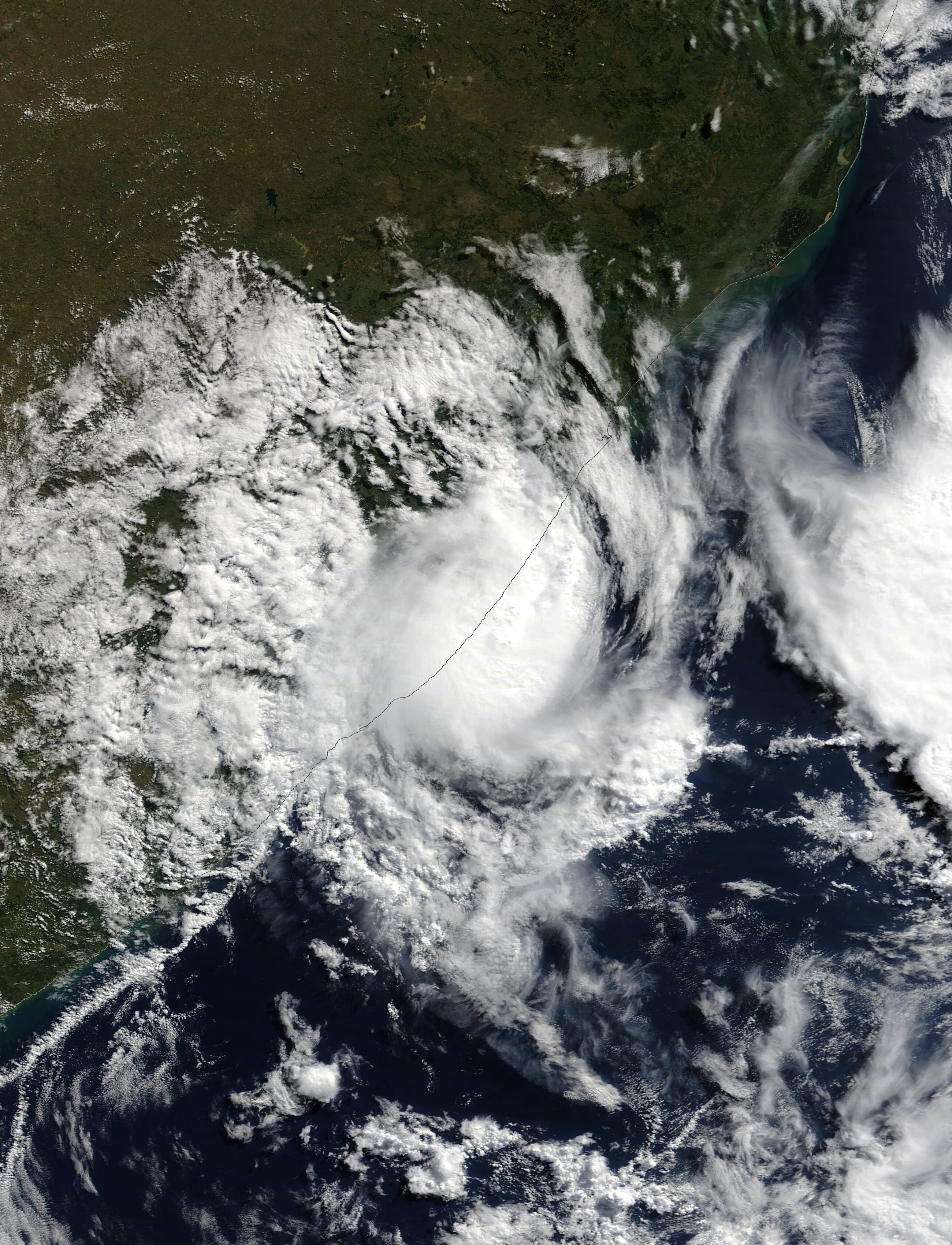
Depressão subtropical Issa em 13 de abril

Devido aos efeitos do La Niña, a África do Sul registrou precipitação acima da média em 2022. Em janeiro, muitas regiões experimentaram as chuvas mais fortes desde que os registros confiáveis começaram em 1921. A África Austral como um todo experimentou vários ciclones tropicais devastadores e inundações no verão de 2021-2022.
As fortes chuvas começaram por volta de 8 de abril e persistiram por dias. Em 11 de abril, uma área de baixa pressão evoluiu perto da costa sudeste da África do Sul a partir da interação de um vale de nível superior e ar mais quente perto da superfície. Com temperaturas quentes do oceano e baixo cisalhamento do vento, o baixo desenvolveu tempestades intensas que envolveram uma circulação apertada, e o Serviço Meteorológico da África do Sul emitiu um alerta de nível 5 para a costa e interior adjacente de KwaZulu-Natal - que foi posteriormente alterado para um nível 8 e, posteriormente, um aviso de nível 9, quando o impacto e a escala da chuva foram melhor compreendidos. O fluxo no sentido horário do sistema de baixa pressão trouxe ar quente e úmido dos subtrópicos em direção à costa, resultando em fortes chuvas em KwaZulu-Natal. A precipitação mais intensa caiu nos municípios de eThekwini, iLembe e Ugu. Durante o período de 8 a 12 de abril, a maior parte de KwaZulu-Natal viu mais de 50 mm de chuva, com áreas costeiras registrando mais de 200 mm. Em um período de 24 horas de 11 a 12 de abril, o Aeroporto da Virgínia registrou 304 mm de precipitação. Áreas ao longo da costa de KwaZulu-Natal registraram 450 mm de precipitação.
Em 12 de abril, o sistema de baixa pressão foi classificado como uma depressão subtropical e designado como depressão subtropical Issa pela Météo-France, devido à sua estrutura e presença de ventos fortes. Seguindo sua trajetória sudoeste ao longo da costa sul-africana e depois de chegar à costa nordeste do Cabo Oriental na manhã de 13 de abril, o sistema virou para o norte, continuando ao longo da costa sul-africana na direção nordeste antes de se mover para o mar e enfraquecer ainda mais.

## Impacto

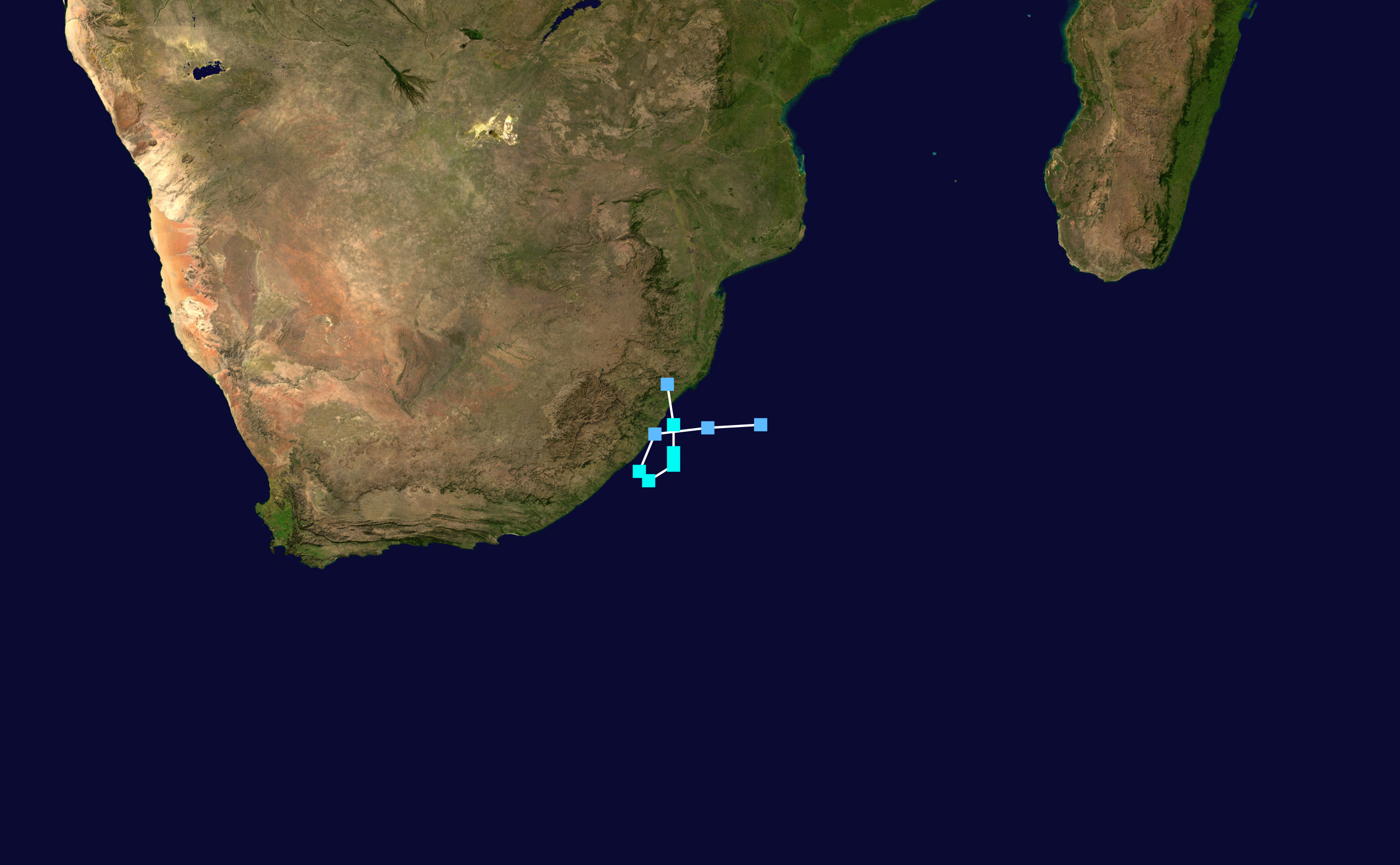
Diagrama da trajetória de Issa na Depressão Subtropical.

As chuvas torrenciais destruíram dezenas de casas, destruíram estradas e provocaram deslizamentos de terra. Em 13 de abril, foi anunciado que 59 pessoas foram mortas em KwaZulu-Natal: 45 em eThekwini e 14 em iLembe. Mais tarde naquele dia, o número de mortes relatadas devido à enchente aumentou para 450. O primeiro-ministro de KwaZulu-Natal, Sihle Zikalala, afirmou que pelo menos 2.000 casas e 4.000 favelas foram danificadas ou destruídas. Em 21 de abril, o número de mortos foi revisado para 435 depois que várias mortes foram descobertas como resultado de assassinato e causas naturais. Cinco pessoas foram mortas em uma favela perto de Clare Estate. Uma mulher e três crianças foram mortas em oThongathi quando seu carro foi arrastado por um rio caudaloso. Duas pessoas morreram em Verulam quando sua casa desabou.

### Comunicação
Ocorreram danos à infraestrutura de telefonia móvel da província. A Vodacom relatou 400 torres impactadas principalmente por quedas de eletricidade, inundações e problemas com condutas de fibra inundados. A MTN afirmou que 500 locais foram afetados por inundações e falta de energia.

### Educação
Kwazi Mshengu, Membro do Conselho Executivo (MEC) de Educação de KZN, anunciou que cerca de 300 escolas rurais e urbanas foram danificadas pela tempestade. O departamento ainda estava tentando reparar os danos às escolas ocorridos em dezembro de 2021. Aproximadamente 100 escolas foram danificadas e 500 foram fechadas em toda a província.

### Energia e água
Uma barragem hidrelétrica operada pela Eskom foi inundada pelo aumento das águas, tornando-a inoperável. O CEO da Eskom, Andre de Ruyter, anunciou em 12 de abril que ocorreriam apagões contínuos naquela noite devido a problemas na rede causados pelas chuvas excessivas. Nas instalações do Esquema de Armazenamento Bombeado de Drakensberg, o excesso de detritos nas grades que protegiam as turbinas precisava ser limpo e no Esquema de Armazenamento Bombeado de Ingula, as barragens superior e inferior estavam em plena capacidade e o esvaziamento da barragem superior poderia resultar em inundações. Outros problemas em KwaZulu Natal foram linhas de energia derrubadas e subestações inundadas.
A Umgeni Water, fornecedora de água para Durban e KZN, anunciou que duas linhas de alimentação foram quebradas e esses dois aquedutos forneciam água ao reservatório de Durban Heights. Reparos estavam ocorrendo. Caminhões-cisternas estavam sendo usados para abastecer áreas sem abastecimento de água.

### A infraestrutura
Danos à infraestrutura dificultaram os esforços de socorro. Foi solicitado apoio aéreo da Força de Defesa Nacional da África do Sul para auxiliar na recuperação. Alguns saques de contêineres danificados foram relatados no porto da Transnet. A auto-estrada costeira N2 sofreu vários desmoronamentos, com pontes destruídas. As pistas no sentido sul da Rodovia N3, que liga Durban e Joanesburgo, foram fechadas devido a inundações e escombros. Em 13 de abril, os caminhões estavam lotados na N3 South, saindo do Mariannhill Toll Plaza em 10 km para Hammarsdale com pequenos saques ocorrendo, pois eles não conseguiram entrar no porto de Durban.
A Transnet suspendeu as operações portuárias em Durban. Isso ocorreu no início da noite de 11 de abril, e um centro de comando composto por Transnet, clientes e operadores foi montado para monitorar as atividades no porto. As fortes chuvas danificaram as estradas que levam ao porto e a N3 que leva à cidade. O embarque para o porto também foi suspenso. As empresas de transporte de carga foram instruídas a não enviar carga de transporte para Durban. No porto de Richards Bay, os terminais estavam operando, mas com capacidade limitada.
A Sappi fechou três fábricas de papel em Saiccor, Tugela e Stanger, deixando apenas duas outras funcionando. Um centro de distribuição da Pepkor em Durban foi fechado devido a inundações, deixando outros dois em Joanesburgo e na Cidade do Cabo para auxiliar a cadeia de suprimentos. Os rios Amanzimtoti, Umbilo e Umgeni transbordaram, inundando as comunidades vizinhas. As favelas construídas ao longo das margens desses rios sofreram grandes danos. Danos extensos à Bayhead Road, o principal acesso aos depósitos de combustível, fizeram com que vários postos de gasolina em KwaZulu-Natal ficassem sem combustível. As principais empresas petrolíferas também suspenderam todas as operações.

## Consequências
Em 12 de abril, após uma reunião de emergência tardia do conselho executivo provincial de KwaZulu-Natal, o primeiro-ministro Sihle Zikalala pediu a declaração de estado de calamidade pelo Estado para que sua província possa acessar o financiamento de emergência. O Presidente Cyril Ramaphosa, participando numa cimeira de três dias da Comunidade para o Desenvolvimento da África Austral (SADC) em Maputo, encurtou a sua viagem e regressou a KwaZulu Natal a 13 de Abril. O presidente Cyril Ramaphosa visitou famílias e residentes locais afetados pela tempestade e inundações em Lindelani, Ntuzuma, eMaoti e uMzinyathi. Ele estava acompanhado pelo primeiro-ministro do KZN, Zikalala, e pelo ministro da Governança Cooperativa e Assuntos Tradicionais , Nkosazana Dlamini-Zuma, bem como por vários prefeitos e ministros provinciais.
Em 13 de abril, um estado provincial de desastre foi classificado em KwaZulu-Natal pelo Centro Nacional de Gerenciamento de Desastres, especificamente referenciando a perda de vidas e danos à propriedade, infraestrutura e meio ambiente como motivos para a declaração.
As primeiras avaliações dos danos às estradas provinciais em KwaZulu-Natal no valor de R5,7 bilhões foram anunciadas pelo ministro dos transportes, Fikile Mbalula, em 15 de abril. Em outras avaliações, o ministro dos Assentamentos Humanos , Mmamoloko Kubayi, anunciou que 13.500 residências foram afetadas pela tempestade, com mais de 3.927 casas destruídas e outras 8.097 parcialmente destruídas. R1 bilhão seria usado para reparar edifícios e construir abrigos temporários.
Devido às fortes chuvas, as comunidades a jusante de duas barragens em KZN foram alertadas em 19 de abril sobre possíveis inundações, pois as barragens atingiram mais de 80% da capacidade. A água estava sendo liberada das barragens de Ntshingwayo e Pongolapoort para reduzir as capacidades.

## Literatura
- Izidine Pinto et al.: Chuvas exacerbadas pelas mudanças climáticas causando inundações devastadoras no leste da África do Sul Online (PDF 2,3 MB), 13/05/2022